# Уго Леон Ферер
Уго Леон Ферер (на испански: Hugo León Ferrer) е колумбийски продуцент на теленовели.

## Кариера

### Изпълнителен продуцент за R.T.I. Producciones
- Втори сезон на La viuda negra (Черната вдовица) (2016) ... копродукция на Телевиса и Univisión
- El chivo (Козелът) (2014) ... копродукция на Телевиса и Univisión
- La viuda negra (Черната вдовица) (2014) ... копродукция на Телевиса, Univisión и Caracol Televisión
- La Madame (Мадам) (2013) ... копродукция на Телевиса и Univisión
- Бандитките (Las Bandidas) (2013) ... копродукция на Телевиса, RCN Televisión и RCTV Internacional
- Коя си ти? (¿Quién eres tú?) (2012) ... Телевиса, RCN Televisión и Univisión

### Изпълнителен продуцент заТелемундо
- Диво цвете (Flor salvaje) (2011/12)
- Кралицата на Юга (La reina del sur) (2011)
- Наследниците дел Монте (Los Herederos del Monte) (2011)
- Око за око (Ojo por ojo) (2010/11)
- Коронованата богиня (La diosa coronada) (2010)
- Клонинг (El Clon) (2010)
- Гибелна красота (Bella Calamidades) (2009/10)
- Тримата Викторино (Los Victorinos) (2009/10)
- Горките родители на богатите деца (Ninos ricos pobres padres (2009)
- Доня Барбара (Donna Barbara) (2008/9)
- Силикон за Рая (Sin senos no hay paraíso) (2008/9)
- Предателство (La Traicion) (2008)
- Виктория (Victoria) (2007/8)
- Зрънце любов (Madre Luna) (2007)
- Без свян (Sin venguenza) (2007)
- Зоро: Шпагата и розата (Zoro: La espada y rosa) (2007)
- Трудна любов (Amores de mercado) (2006)
- Имението (La Tormenta) (2005/6)
- Жената в огледалото (La mujer en el espejo) (2004/5)
- Изпитание на любовта (Te voy a enseñar a querer) (2004/5)
- Трима братя три сестри (Pasion de Gavilanes) (2003/4)

### Изпълнителен продуцент за R.T.I. Colombia
- Отмъщението (La Venganza) (2002/3)
- Адриан пристига (Luzbel está de visita) (2001/2)
- Любов в пустинята (Amantes del desierto) (2001)
- Господарят на Раусан (Rauzan) (2000)
- Капонера (La caponera) (1999/2000)
- Разведена (Divorciada) (1999)
- Аз обичам Пакита Гайего (Yo amo a Paquita Gallego)  (1998/9)
- Сянката на небесната дъга (La sombra del arco iris) (1998)
- Жената в огледалото (La mujer en el espejo) (1997/8)
- Две жени (Dos mujeres) (1997)
- Вдовицата в бяло (La vuida de Blanco) (1996/7)
- Хубавата мексиканка (María Bonita) (1995/6)
- Опасна любов (Las aguas mansas) (1994/5)
- В чуждо тяло (En cuerpo ajeno) (1992/3)